# Lora Lamm
Lora Lamm (Arosa, 11 gennaio 1928 – Zurigo, 23 marzo 2025) è stata un'illustratrice e grafica svizzera, che lavorò negli anni '60 per Pirelli e La Rinascente diventando, insieme ad Anita Klinz, una delle pochissime designer grafiche ad affermarsi in Italia.

## Biografia

### Formazione e inizi della carriera
Dopo gli anni formativi trascorsi nella Kunstgewerbeschule a Zurigo, inizia la carriera lavorando per diverse agenzie. Nel 1953 si trasferisce a Milano. In questo periodo di boom economico sono molti i designer svizzeri che si spostano in Italia per beneficiare del clima intellettuale e delle abitudini progressiste che si vanno affermando in quel momento storico. Tra questi merita ricordare Xanti Schawinsky, il già citato Max Huber, Carlo Vivarelli, Walter Ballmer, Aldo Calabresi e Bruno Monguzzi, che lavorarono tutti per lo Studio Boggeri, fondato da Antonio Boggeri nel 1933. Qui Lora ottiene piccoli incarichi, quali studi di packaging per Motta.

### La collaborazione con La Rinascente
In quel periodo alcune grandi compagnie e aziende italiane - prima fra tutte la Olivetti - danno impulso alla nascita della pubblicità in Italia, dando occasione alle migliori menti del settore della grafica e dell'illustrazione di creare immagini e campagne pubblicitarie diventate nel tempo storiche. Come Olivetti anche Pirelli e La Rinascente creano i loro uffici pubblicità e comunicazione interni, che lavorano con una quantità di collaboratori esterni diversi.
Nel 1954 Lora Lamm viene presentata dal suo compagno di scuola e collega Max Huber alla Rinascente. Huber è già un designer affermato, che ha disegnato per il grande magazzino sia il logo, sia l'immagine coordinata. Per la Rinascente Lora crea una serie di cataloghi, locandine, pubblicità, inviti, mailing, packaging. Il suo stile fresco e iconico la rendono una delle principali contributrici del design milanese degli anni '50 e '60. Nel 1956 progetta i materiali promozionali per la mostra Il Giappone, che promuove la vendita di prodotti giapponesi presso La Rinascente. Lora riprende parte dei materiali visivi della mostra, e li reinterpreta in un pattern geometrico con i colori tradizionali del Giappone. Questo approccio giocoso e sperimentale diventa un suo tratto caratteristico.
Le sue opere, dirette soprattutto al pubblico femminile, sono stilizzate, inaspettate, piene di colore e, anche a una prima occhiata, inducono un senso di meraviglia e coinvolgimento nello spettatore comunicando entusiasmo e spensieratezza. Lora usa raramente la fotografia, perché non apprezza i limiti che le tecniche di stampa dell'epoca impongono. L'illustrazione è la sua tecnica di riferimento e i risultati sono ancora oggi freschi e attuali, come lo erano negli anni '50 e '60.

### Direttrice creativa de La Rinascente
Nel 1958 Max Huber lascia La Rinascente e Lora prende il suo posto come capo del dipartimento creativo dal 1958 al 1962. Nello stesso periodo lavora per Pirelli, Elizabeth Arden, Olivetti ed altri. Infine nel 1963 Lora Lamm rientra a Zurigo come partner presso Frank C. Thiessing e si dedica al packaging e al design di mostre.